# Società Milanese dell’Industria Meccanica
Die Società Milanese dell’Industria Meccanica war ein italienischer Hersteller von Automobilen.

## Unternehmensgeschichte
Das Unternehmen aus Mailand begann 1906 mit der Produktion von Automobilen. Der Markenname lautete Milano. 1907 endete die Produktion nach nur wenigen hergestellten Exemplaren.

## Fahrzeuge
Das einzige Modell 22/28 HP war mit einem Vierzylindermotor und Kardanantrieb ausgestattet. Der runde Kühlergrill ähnelte denen von Hotchkiss. Besonderheit war eine wassergekühlte Getriebebremse.